# جوائز نوليوود ونقاد السينما الإفريقية
جوائز نوليوود ونقاد السينما الأفريقية (بالإنجليزية: Nollywood and African Film Critics Awards)‏ هي جائزة سنوية تكافئ الممارسين السينمائيين في القارة الأفريقية. تم عقده في الولايات المتحدة منذ نسخته الأولى في 17 سبتمبر 2011.
عقدت الطبعة الرابعة في 13 سبتمبر 2014 في مسرح سابان، بيفرلي هيلز، كاليفورنيا.   
أقيم حفل 2016 في 19 نوفمبر في مسرح أليكس، جلينديل، كاليفورنيا. وكان من بين الفائزين ستيفاني أوكيريك ومايك إيزوروني وأوبي إميلوني.

## الفئات
في عام 2014، كانت الفئات كالآتي:
- أفضل ممثل في دور قيادي
- أفضل ممثلة في دور قيادي
- أفضل ممثل في دور داعم
- أفضل ممثلة في دور داعم
- أفضل ممثل واعد في فيلم
- أفضل ممثلة فيلم أجنبي
- أفضل ممثل طفل في فيلم
- أفضل مخرج
- أفضل فيلم
- أفضل كوميديا
- أفضل دراما
- أفضل صوت
- أفضل مؤثرات بصرية
- أفضل تصوير سينمائي
- أفضل مونتاج
- أفضل موسيقى تصويرية
- أفضل مكياج
- أفضل زي
- أفضل فيلم للسكان الأصليين
- أفضل فيلم أجنبي
- أفضل فيلم قصير / عرض ترويجي
- أفضل مسلسل تلفزيوني / حواري / مسلسل على الإنترنت

فئات الشتات
- أفضل فيلم عن الشتات
- أفضل دراما الشتات
- أفضل ممثل في دور قيادي في فيلم الشتات
- أفضل ممثلة في دور قيادي في فيلم الشتات
- أفضل ممثل في دور داعم في فيلم الشتات
- أفضل ممثلة في دور داعم في فيلم الشتات
- أفضل مخرج
- أفضل مخرج فيلم أجنبي
- أفضل ممثل فيلم أجنبي

فئات اختيار الجمهور
- الممثل المفضل
- الممثلة المفضلة
- المدير المفضل
- كاتب السيناريو المفضل
- النتيجة الأصلية المفضلة
- الفيلم القصير المفضل / عرض ترويجي
- أفضل ممثل واعد
- فنان العام
- أغنية السنة
- أفضل فيلم وثائقي

## روابط خارجية
- الموقع الرسمي